# 玛丽安·斯坦普·道金斯
玛丽安·斯坦普·道金斯（英語：Marian Stamp Dawkins，1945年2月13日—，原名 Marian Ellina Stamp），是一位英国动物学家，牛津大学动物行为学教授，2014年当选皇家学会院士。